# So Says I
«So Says I» es la tercera canción y el primer sencillo del álbum Chutes Too Narrow de la banda The Shins. Fue lanzada como sencillo el 21 de septiembre de 2003 en Sub Pop Records.
La canción fue escrita por el cantante principal de la banda, James Mercer, las referencias de la letra de la canción comparan la vida sobre los corruptos sistemas de comunismo y capitalismo económico.
La canción fue también tocada por The Shins en vivo en la temporada 4 de Gilmore Girls episodio "Girls in Bikinis, Boys Doin' The Twist."
Permanece siendo una canción favorita de los fanes y es tocada casi al final en los conciertos en vivo.

## Lista de canciones
1. «So Says I» - (2:47)
2. «Mild Child» - (4:28)
3. «Gone for Good» (versión alternativa) - (3:07)

## Video musical
El video musical fue dirigido y animado por Plates Animation Inc. Muestra pingüinos estableciando, dirigiendo y convirtiéndose en víctimas de una sociedad comunista, solo para vencerlo finalmente y hacerse una sociedad capitalista la cual siembra las semillas de su propia destrucción.
- Datos: Q7549497